# Blume popo
Blume popo（ブルーメポポ）は日本のオルタナティヴ・ロックバンド。

## 略歴
2014年、今西が中学校の文化祭にバンドで出るために、当時同じ中学校に通っていた水谷、こやま、野村、横田を誘い結成。全員幼馴染で、今西と野村は保育園から、横田とこやまは幼稚園から、水谷とその他のメンバーは小学校からの関係。バンド名の由来は、今西の実家が花屋であり、その倉庫で集まり練習をしていたため、ドイツ語で「花」を意味する「Blume」に、何となく響きの良い「popo」をつけたことから。2015年から本格的な活動を開始。2017年の夏にはRO JACK 2017で優勝を果たし、ROCK IN JAPAN FESTIVAL2017に出場。
2020年3月、東京、および滋賀で開催予定であった定期開催自主企画 essais vol.3を最後に活動休止予定だったが、新型コロナウイルスの感染拡大の影響により中止。そのまま活動休止期間へ入る。
1年半後の2021年 11月にessais vol.3を滋賀で開催。これを機に活動を再開し、その後は音源発表を中心に活動している。日本のほか、香港や台湾などでの支持も集め、活動再開後は海外でのライブ活動も行っている。

## メンバー
- 野村美こ ボーカル
- 横田檀 ギター
- 今西龍斗 ギター
- 水谷航大 ベース
- こやま ドラムス

## ディスコグラフィー

### EP
| 発売日        | タイトル         | 収録曲                                                                                  | 備考                                 |
| ------------- | ---------------- | --------------------------------------------------------------------------------------- | ------------------------------------ |
| 2017年4月30日 | 烈花             | 1. トレニア 2. あくび 3. apathy 4. 机上の空論 5. 舌禍 6. 麗し 7. 都会の銭湯             | ライブ会場限定販売,廃盤              |
| 2019年5月18日 | 海と毒薬         | 1. He drowns in the She 2. ベロニカ 3. 笑う月 4. 溺レル 5. ふたりは揺れる、前後に大きく | 限定CD「海」と「毒薬」が先行無料配布 |
| 2020年3月1日  | 黙示録           | 1. エントロピー 2. 千年王国 3. ゴルゴダ 4. 幸福のすべて                                 | 廃盤                                 |
| 2024年2月14日 | Body Meets Dress | 1. NEW SKIN 2. 少年時代 (2024 remaster) 3. 逃現郷 4. まなざし                           | フィジカル盤CD発売は2024年3月15日~。 |

### シングル

#### CDシングル
| 発売日         | タイトル | 収録曲                                  | 備考                    |
| -------------- | -------- | --------------------------------------- | ----------------------- |
| 2016年4月29日  | 天秤     | 1. 天秤 2. 白拍子                       | ライブ会場限定販売,廃盤 |
| 2018年3月17日  | 花を贈る | 1. 花を贈る 2. annuit coeptis 3. 明らむ | 廃盤                    |
| 2019年12月21日 | Émile    | 1.Émile                                 | ライブ会場限定配布,廃盤 |

### 配信限定シングル
| 発売日        | タイトル                      |
| ------------- | ----------------------------- |
| 2021年11月7日 | 幸福のかたち/ゆりかごのなかで |
| 2023年3月18日 | 彼方高さから躰放ったあなた    |
| 2023年3月29日 | 少年時代                      |
| 2024年1月10日 | 逃現郷                        |